# Соліфенацин
Соліфенацин (англ. Solifenacin, лат. Solifenacinum) — синтетичний препарат, який належить до блокаторів м-холінорецепторів, що застосовується перорально

## Фармакологічні властивості
Соліфенацин — синтетичний лікарський препарат, який належить до блокаторів м-холінорецепторів, та є похідним хінуклідину. Механізм дії препарату полягає в блокуванні м-холінорецепторів, переважно підтипу М3, які знаходяться в стінці сечового міхура, що спричинює інгібування впливу ацетилхоліну на м-холінорецептори, що спричинює розслаблення детрузора сечового міхура, а також знижує скоротливість гіперрефлекторного сечового міхура, наслідком чого стає зниження частоти спонтанних скорочень детрузора сечового міхура, збільшення місткості сечового міхура, а також знижує частоту позивів до сечовипускання. Соліфенацин застосовується при гіперактивності сечового міхура в дорослих, у тому числі з нетриманням сечі в дорослих та при частих імперативних позовах до сечопуску, в тому числі в чоловіків із доброякісною гіперплазією передміхурової залози. Хоча соліфенацин офіційно не схвалений для застосування в дитячому віці, у клінічних дослідженнях соліфенацин був ефективний у лікуванні синдрому гіперактивності сечового міхура в дітей та підлітків, та мав хороший профіль безпеки в застосуванні. Завдяки більшій спорідненості соліфенацину до м-холінорецепторів стінки сечового міхура при його застосуванні спостерігається більша ефективність та значно менше побічних ефектів, ніж при застосуванні толтеродину та оксибутиніну.

### Фармакокінетика
Соліфенацин добре та відносно повільно всмоктується у шлунково-кишковому тракті, біодоступність препарату становить 90 %. Максимальна концентрація соліфенацину в крові досягається протягом 3—8 годин після прийому препарату. Соліфенацин майже повністю (на 98 %) зв'язується з білками плазми крові. Даних за проникнення препарату через плацентарний бар'єр та за виділення в грудне молоко в людей немає. Метаболізується соліфенацин у печінці з утворенням спочатку активних, а пізніше неактивних метаболітів. Виводиться соліфенацин з організму переважно із сечею у вигляді метаболітів, частина препарату виводиться з калом. Період напіввиведення соліфенацину становить 45—68 годин, цей час може змінюватися при порушеннях функції печінки і нирок, а також у осіб похилого віку.

## Покази до застосування
Соліфенацин застосовують при гіперактивності сечового міхура, у тому числі з нетриманням сечі в дорослих та при частих імперативних позовах до сечопуску.

## Побічна дія
При застосуванні соліфенацину побічні ефекти спостерігаються рідше, ніж при застосуванні інших м-холінолітиків, зокрема толтеродину та оксибутиніну. Найчастішим побічним ефектом препарату була сухість у роті. Іншими побічними ефектами препарату є:
- Алергічні реакції та реакції з боку шкірних покривів — свербіж шкіри, шкірний висип, набряк Квінке, кропив'янка, багатоформна еритема, синдром Лаєлла.
- З боку травної системи — нудота, блювання, діарея або запор, сухість у роті, біль у животі, гастроезофагеальна рефлюксна хвороба, кишкова непрохідність, зниження апетиту, порушення функції печінки.
- З боку нервової системи — головний біль, запаморочення, сплутаність свідомості, галюцинації, порушення пам'яті, нечіткість зору, марення, сонливість, сухість кон'юнктиви, глаукома.
- З боку серцево-судинної системи — тахікардія, фібриляція передсердь, периферичні набряки, серцева недостатність, подовження інтервалу QT на ЕКГ.
- Інші побічні ефекти — затримка сечі, ускладнене сечовипускання, інфекції сечовидільних шляхів, ниркова недостатність. гіперкаліємія, збільшення активності ферментів печінки.

## Протипоказання
Соліфенацин протипоказаний при підвищеній чутливості до препарату, при порушеннях відтоку сечі, міастенії, закритокутовій глаукомі, важких шлунково-кишкових захворюваннях, включно при мегаколоні, закритокутовій глаукомі, важкій печінковій та нирковій недостатності, а також при одночасному застосуванні інгібіторів цитохрому CYP3A4 (зокрема кетоконазолу). Соліфенацин не рекомендований до застосування в дитячому віці, вагітності та годуванні грудьми.

## Форми випуску
Соліфенацин випускається у вигляді таблеток по 0,005 і 0,01 г. Соліфенацин також випускається у вигляді комбінації з тамсулозином.